# Yeongcheon
Yeongcheon (hangul 영천시, hanja 永川市) är en stad i den sydkoreanska provinsen Norra Gyeongsang. Kommunen hade 104 875 invånare i slutet av 2020.

## Administrativ indelning
Centralorten med 56 298 invånare (2020) är indelad i fem stadsdelar (dong):
Dongbu-dong,
Jungang-dong,
Nambu-dong,
Seobu-dong och
Wansan-dong.
Resten av kommunen med 48 577 invånare (2020) är indelad i en köping (eup) och tio socknar (myeon):
Bugan-myeon,
Cheongtong-myeon,
Daechang-myeon,
Geumho-eup,
Gogyeong-myeon,
Hwabuk-myeon,
Hwanam-myeon,
Hwasan-myeon,
Imgo-myeon,
Jayang-myeon och
Sinnyeong-myeon.